# Saracena
Saracena är en ort och kommun i provinsen Cosenza i regionen Kalabrien i Italien. Kommunen hade 3 707 invånare (2018).